# 일본의 율령제
율령제(일본어: 律令制)는 율령을 기초로 하는 제도를 말한다. 주로 고대 동아시아에서 보이는 중앙집권적인 통치 체제를 일컫기도 한다
일본에서 율령제는 율령체제(律令体制), 율령국가(律令国家)라고도 불리지만 중국에는 이러한 호칭은 존재하지 않는다. 중국에서〈율령〉이란 단어는 진나라에서 명나라에 이르기까지 긴 시기를 거쳐 사용되었고, 그러한 와중에 율령의 내용이나 율령이 중국에서 차지하는 위치는 큰 변천을 보였다. 이 때문에, 일본의 율령제의 직접적인 모델이 된 수나라나 당나라의 국가체제인〈율령격식〉을〈율령제〉라고 정의하는 것은 중국 내 율령의 변천의 실정을 무시하는 것이 되고, 진나라부터 명나라까지의 1800여년간(율(律)만 존재한 청나라를 포함하면 2100여년)의 제도를 한데 묶어 서술하는 것은 그다지 의미가 없다는 시각도 있다.

## 같이 보기
- 일본의 관제
- 율령격식
- 다이호 율령